# Kim Sung-cheol
Đây là một tên người Triều Tiên, họ là Kim.
Kim Sung-cheol (tiếng Hàn: 김성철; sinh ngày 31 tháng 12 năm 1991) là một nam diễn viên người Hàn Quốc trực thuộc Story J Company. Anh được biết đến với vai Kim Young-cheol trong bộ phim truyền hình Prison Playbook.

## Tiểu sử

### Giáo dục
- Đại học Nghệ thuật Quốc gia Hàn Quốc, Học viện Sân khấu, Khoa diễn xuất/Lịch sử nghệ thuật – Đã tốt nghiệp Cử nhân

## Danh sách phim

### Phim
| Năm  | Nhan đề                 | Vai diễn        | Ghi chú               | Ng.         |
| ---- | ----------------------- | --------------- | --------------------- | ----------- |
| 2014 | Winter Picnic           | Seung-jae       | Vai chính (phim ngắn) |             |
| 2016 |                         | Hwang Guk-young | Vai chính (phim ngắn) | Youtube     |
| 2017 | Anarchist from Colony   | Koto Fumio      |                       |             |
| 2018 | Too Hot to Die          | Young Doo-seok  | Vai chính (phim ngắn) | [ 3 ]       |
| 2019 | The Battle of Jangsari  | Ki Ha-ryun      | Vai chính             |             |
| 2019 | Kim Ji-young: Born 1982 | Kim Ji-seok     | Vai phụ               | [ 4 ] [ 5 ] |
| 2020 | Search Out              | Joon-hyuk       | Vai chính             | [ 6 ]       |
| 2022 | The Owl                 | Thái tử Sohyeon | Vai phụ               | [ 7 ] [ 8 ] |

### Phim truyền hình
| Năm     | Nhan đề                       | Kênh    | Vai diễn         | Ghi chú           | Ng.          |
| ------- | ----------------------------- | ------- | ---------------- | ----------------- | ------------ |
| 2017–18 | Prison Playbook               | tvN     | Kim Young-cheol  | Vai phụ           | [ 2 ]        |
| 2018    | To. Jenny                     | KBS2    | Park Jung-min    | Vai chính (2 tập) | [ 9 ] [ 10 ] |
| 2018    | Player                        | OCN     | Ji Sung-goo      | Cameo             | [ 11 ]       |
| 2019    | Khi gió thổi                  | JTBC    | Bryan Jung       | Vai chính         | [ 12 ]       |
| 2019    | Biên niên sử Arthdal          | tvN     | Ipsaeng          | Vai phụ           | [ 13 ]       |
| 2020    | Những bác sĩ tài hoa          | tvN     | No Jin-hyung     | Cameo (tập 2)     | [ 14 ]       |
| 2020    | Anh có thích Brahms?          | SBS     | Han Hyun-ho      | Vai chính         | [ 15 ]       |
| 2020    | Sweet Home: Thế giới ma quái  | Netflix | Jung Ui-myeong   | Cameo             | [ 16 ]       |
| 2020    | KBS Drama Special - One Night | KBS2    | Lee Dong-shik    | Vai chính         |              |
| 2021    | Vincenzo                      | tvN     | Hwang Min-sung   | Cameo (tập 8, 20) | [ 17 ]       |
| 2021    | Racket Boys                   | SBS     | Tổng thư ký Park | Cameo (tập 6)     | [ 18 ]       |
| 2021–22 | Mùa hè yêu dấu của chúng ta   | SBS     | Kim Ji-woong     | Vai chính         | [ 19 ]       |

## Giải thưởng và đề cử
| Năm  | Lễ trao giải                                                                                       | Hạng mục                                                                                      | (Những) Người / Tác phẩm được đề cử | Kết quả   | Ng.    |
| ---- | -------------------------------------------------------------------------------------------------- | --------------------------------------------------------------------------------------------- | ----------------------------------- | --------- | ------ |
| 2015 | Giải thưởng do khán giả bình chọn trên Stagetalk (Stagetalk Audience Choice Awards)                | Nam diễn viên nhạc kịch xuất sắc nhất – Giải tân binh nam                                     | Kim Sung-cheol                      | Đoạt giải |        |
| 2016 | Giải thưởng âm nhạc Yegreen lần thứ 5                                                              | Nam diễn viên mới xuất sắc nhất                                                               | Tengwolju                           | Đề cử     |        |
| 2017 | Giải thưởng âm nhạc Hàn Quốc lần thứ nhất (1st Korea Musical Awards)                               | Nam diễn viên mới xuất sắc nhất                                                               | Sweeney Todd                        | Đoạt giải |        |
| 2019 | Giải thưởng điện ảnh Rồng Xanh lần thứ 40 (40th Blue Dragon Film Awards)                           | Nam diễn viên mới xuất sắc nhất                                                               | The Battle of Jangsari              | Đề cử     | [ 20 ] |
| 2019 | Giải thưởng văn hóa và giải trí Hàn Quốc lần thứ 27 (27th Korean Culture and Entertainment Awards) | Nam diễn viên mới xuất sắc nhất trong phim điện ảnh                                           | The Battle of Jangsari              | Đoạt giải | [ 21 ] |
| 2020 | Giải thưởng điện ảnh nghệ thuật Chunsa lần thứ 25 (25th Chunsa Film Art Awards)                    | Nam diễn viên mới xuất sắc nhất                                                               | The Battle of Jangsari              | Đề cử     |        |
| 2020 | Giải thưởng phim truyền hình SBS lần thứ 28 (28th SBS Drama Awards)                                | Nam diễn viên mới xuất sắc nhất                                                               | Anh có thích Brahms?                | Đề cử     | [ 22 ] |
| 2020 | Giải thưởng phim truyền hình KBS lần thứ 34 (34th KBS Drama Awards)                                | Nam diễn viên xuất sắc nhất trong phim truyền hình một màn/đặc biệt/ngắn                      | KBS Drama Special – One Night       | Đề cử     |        |
| 2021 | Giải thưởng phim truyền hình SBS lần thứ 29 (29th SBS Drama Awards)                                | Giải thưởng xuất sắc dành cho Nam diễn viên trong phim truyền hình hài hước/lãng mạn ngắn tập | Mùa hè yêu dấu của chúng ta         | Đề cử     | [ 23 ] |